# Эшмун
Эшмун (финик. 𐤀𐤔𐤌𐤍; ʾšmn) — финикийский бог врачевания, бог-покровитель Сайда, покровитель растительности и плодородия, обладающий даром возвращать жизнь мертвым.
Греки отождествляли Эшмуна с Асклепием.
Первоначально Эшмун был хтоническим божеством, но, как и Асклепий, отвечал за здоровье и врачевание. Угаритский миф о плодородии и урожае, известеный как миф о Венере и Адонисе, соответствует финикийскому мифу о паре Астарта и Эшмун (в Вавилонии — Иштар и Таммуз, в Египте — Исида и Осирис).
Со временем, Эшмун стал в Карфагене более могущественным богом, чем Мелькарт.
Бог известен как минимум с периода Железного века в Сидоне. Кроме того, ему поклонялись и в Суре, Бейруте, Кипре, Сардинии, и Карфагене, где место храма Эшмуна сегодня занимает Собор Святого Людовика (Карфаген).
Название Astresmunim («растение Эшмуна») было дано Диоскоридом растению паслён, который приписывал ему медицинские качества.
Храм Эшмуна находится в одном километре от Сидона. Строительство началось в конце VI века до н. э. во время царстввания Эшмуназара II; более поздние достройки были сделаны в римский период. Храм был раскопан Морисом Дунандом в 1963—1978 годах. Найдены многочисленные благодарственные жертвы в виде статуй людей, исцеленных богом, особенно детей.

## Этимология имени
Слово «Эшмун» — производное от семитского корня «шем», означает «имя» (ср. Гашем).
По другим источникам, наиболее ранняя форма имени Эшмуна и появляется уже в ономастике Эблы в виде sí-mi-na/ni, логографический эквивалент которого — di-giš «бог Масла», что олицетворяло дух божественного масла, которое использовалось для ритуального натирания больных.